# Camila Sodi
Camila Ía González Sodi, (Ciutat de Mèxic, Mèxic, 14 de maig de 1986), coneguda simplement com a Camila Sodi, és una actriu, cantant i model mexicana. És la gran de les tres filles de l'escriptora i periodista cultural Ernestina Sodi.

## Biografia
Tot i començar la seva carrera amb només 8 anys, va demostrar des d'un bon inici que els seus interessos eren la música i el modelatge, però és l'any 2000 quan es va decidir per aquest últim. L'any 2002 va entrar a l'equip de directors de la senyal cable Telehit, on va dirigir el programa de televisió El pols, que va ser un èxit durant els dos anys que va durar l'emissió d'aquesta revista musical.
Després d'aquesta aventura, és a l'any 2004 quan s'estrena oficialment a la televisió, en protagonitzar la telenovel·la Inocente de ti, sota la producció de Nathalie Lartilleux, on interpreta "Florecita, una jove pobra que, a través de l'esforç i la lluita, és capaç d'afrontar tot el que li ve en contra i tirar endavant. En aquesta telenovel·la comparteix crèdits amb Valentino Lanus, Alma Delfina, Helena Rojo, Salvador de la Pineda i Altair Jarabo, entre d'altres.
El 2006, la jove actriu va deixar de banda la imatge de bona noia, i al setembre d'aquell any apareixia a la portada de la revista H per a Homes, a les fotografies de la qual va recordar els seus admiradors a la dècada dels '50, i les conegudes Pin-up. D'aquestes fotografies, en diverses entrevistes en diversos mitjans de comunicació, Camila va comentar que la intenció d'aquestes no era fer-la veure com un objecte sexual. Va assegurar que la seva intenció era fer fotografies que no fossin vulgars per al seu públic.
Al març de 2007, es va publicar Niñas mal, dirigida per Fernando Sariñana, on va compartir crèdits amb Martha Higareda, Ximena Sariñana, Blanc de la Guerra, entre d'altres actrius. En aquesta pel·lícula interpreta una jove intel·lectual que entra a l'acadèmia de Maca Rivera només perquè la seva mare que ja no intenti d'anar buscant prospectes per a ella.
És a l'agost del mateix any quan apareix a la cinta El búfalo de la noche, basada en la novel·la del mateix nom, de Guillermo Arriaga, i dirigida per Jorge Hernández Aldana. Camila la coprotagonitza amb Diego Luna (amb qui va estar casada) i Liz Gallardo.
A l'octubre va entrar en circulació una altra cinta que també va protagonitzar, Dèficit, un film actuat i dirigit per Gael García Bernal.
El 12 d'agost de l'any 2008 va donar llum al seu fill Jerónimo, fruit de la seva relació amb l'actor Diego Luna, en un hospital de Los Angeles. Va donar llum a la seva primera filla, Fiona, l'any 2010.
Després d'11 anys apartada de la soap opera, l'any 2015 va confirmar la seva participació com a protagonista a la producció de Carlos Moreno Laguillo titulada A que no em deixes, una versió de l'èxit de la telenovel·la de l'Amor en el silenci de 1988.

## Trajectòria

### Televisió
• Sense Rastre (2023)- "Cata"
- Districte Salvatge (2018) - Gisselle Duque
- Identitat falsa (2018) - Isabel Fernandez de la Corona / Camila Guevara
- Luis Miguel (2018) - Erika Camil
- No em permet (2015-2016) - Pauline Murat Urrutia / Valentina Olmedo Murat
- Miss Pólvora[2] (2015) - Valentina Cardenas / Pena Blau "Miss Pólvora"
- Innocents de la mateixa (2004-2005) - Flors de Maria "la petita flor" González del Castell / de les flors poc González Linares-Robles

### Cinema
- L'àngel en el rellotge (2018)
- Camí de Mart (2017) - Violeta[3]
- Com el tall de la seva bumpkin (2017) - Natalia
- Compadres (2016) - Emilia
- El plaer és meu (2015) - Camila
- Amor de la meva estima (2014) - Andrea
- El despertar (2014) - Dona
- Arráncame la vida (2008) - Lilia Ascencio
- Dèficit (2007) - Elisa
- Noia dolenta (2007) - Pia
- El búfalo de la noche (2007) - Rebeca

### Discografia
- Ella i la mort (2013)